# Guillermo May
Guillermo Luis May Bartesaghi, noto semplicemente come Guillermo May (Montevideo, 11 marzo 1998), è un calciatore uruguaiano, attaccante dell'Auckland FC.

## Caratteristiche tecniche
È un centravanti.

## Carriera
Cresciuto nel settore giovanile del Nacional, il 14 luglio 2018 è stato ceduto in prestito per una stagione in Spagna al Fabril Deportivo, dove ha giocato 29 incontri in Segunda División B, segnando 4 reti. Rientrato in Uruguay, ha trascorso sei mesi con la squadra riserve del club della capitale per poi passare in prestito al Cerro Largo.

## Palmarès

### Club

#### Competizioni nazionali
- Supercopa Uruguaya: 1

Nacional: 2021
- Premier's Plate: 1

Auckland FC: 2024-2025